# 阿波島

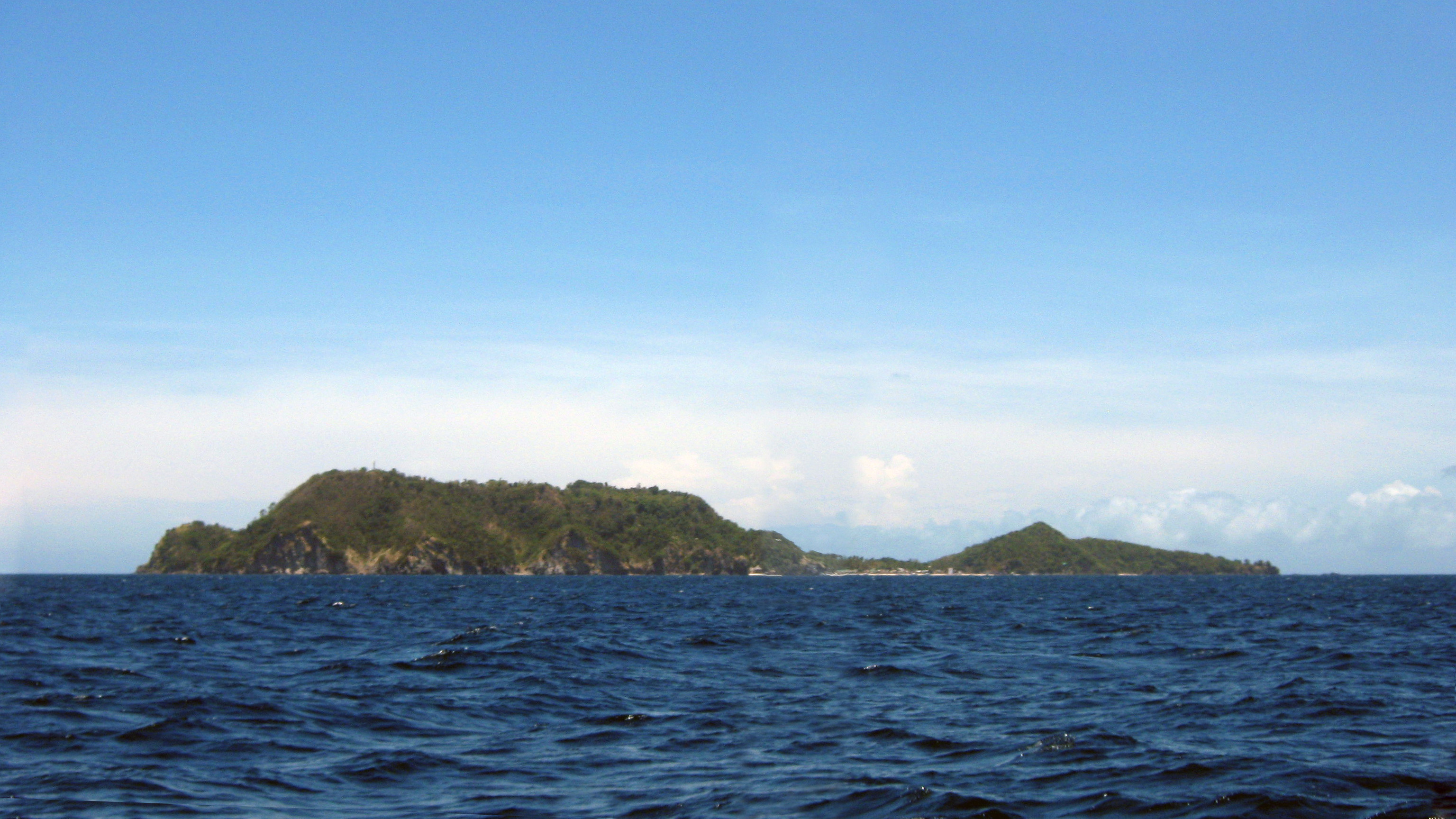

阿波島是菲律賓的島嶼，位於太平洋海域，屬於維薩亞斯群島的一部分，由中米沙鄢負責管轄，長1.5公里、寬0.7公里，面積0.72平方公里，最高點海拔高度140米，2007年人口745。